# Мартенситностаріюча сталь
Мартенситностарі́юча сталь (англ. maraging steel, також мараге́нова сталь) — високоміцна сталь, міцність якої зумовлена перетворенням аустеніту на мартенсит та подальшим його старінням. Належить до безвуглецевих сталей (вуглецю менше від 0,03 %), основою її є залізо, леговане нікелем (8…25 %, а найчастіше — 17-19 %) з додатковим легуванням кобальтом, молібденом, титаном, алюмінієм, хромом та іншими елементами.
Сталі цього класу мають унікальний комплекс механічних властивостей: високу міцність при достатній пластичності і в'язкості, високий опіро малим пластичним деформаціям, крихкому і втомному руйнуванню, що в поєднанні з холодостійкістю, теплостійкістю, корозійною стійкістю і розмірною стабільністю визначає таку експлуатаційну надійність сталей, яка не досягається при використанні сталей інших класів.

## Структура
Завдяки високому вмісту нікелю, кобальту і малій концентрації вуглецю в результаті загартування від температур 820…1050 °C у воді або на повітрі проходить фіксація високопластичного, але маломіцного залізо-нікелевого мартенситу, пересиченого легувальними елементами. У такому стані сталі можуть піддаватись пластичному деформуванню та обробленню різанням. Основне зміцнення відбувається в процесі старіння за рахунок виділення з мартенситної матриці когерентно з нею зв'язаних дрібнодисперсних інтерметалідних фаз (Ni3, NiTi, Fe2Mo, Ni3(Ti, Al)), що розташовуються навколо дислокацій і блокують їх рух. В результаті різко зростає міцність і твердість.
Позитивний вплив кобальту в мартенситностаріючих сталях обумовлений також формуванням у мартенситній матричній фазі при старінні впорядкованих зон як додаткового фактору зміцнення. Значна кількість Нікелю веде до різкого зниження температури початку мартенситного перетворення.
Додаванням до мартенситностаріючої сталі хрому (10…14 %) підвищують її корозійну стійкість. Також хром підвищує прогартовуваність та обумовлює зниження верхньої межі вмісту нікелю. Високохромисті високонікелеві сталі, зазвичай є аустенітними і не можуть переходити до мартенситної структури при термічній обробці.
Оптимальних механічних властивостей мартенситостаріюча сталь набуває після гартування (від температури 820…920 °С) і старіння (при температурі 480…520 °С) протягом 2…4 год.
Для безтитанових корозійностійких мартенситностаріючих сталей на Fe-Cr-Со-Мо-основі можливе збільшення вмісту вуглецю до 0,15 %, якщо допускається зниження пластичності та ударної в'язкості у загартованому стані. Після старіння сталь з таким вмістом вуглецю має добре поєднання міцнісних та пластичних властивостей і підвищену теплостійкість.
Подальше збільшення вмісту вуглецю призводить до різкої нестабільності структури та властивостей по об'єму поковки, до отримання двофазної структури і не дозволяє отримати ефекту зміцнення при старінні.
Інші варіанти малонікелевих мартенситностаріючих сталей ґрунтуються на сплавах заліза і марганцю з незначними добавками алюмінію, нікелю і титану, в них доля марганцю становить 9…15 % від заліза (за масою). Марганець робить такий же вплив, як нікель, тобто стабілізує аустенітну фазу. Отже, залежно від вмісту марганцю, зелізо-марганцеві мартенситностаріючі сталі можуть бути повністю мартенситними після їх охолодження з високотемпературної аустенітної фази, або залишатись в аустеніті. Останній згаданий ефект дозволяє розробляти мартенситностаріючі TRIP-сталі.

## Марки мартенситностарічої сталі
До мартенситностаріючих сталей належать марки: Н8К18М14, Н12К12М10ТЮ, Н12К12М7В7, Н12К15М10, Н12К16М12, Н12К8М3Г2, Н12К8М4Г2, Н13К15М10, Н13К16М10, Н15К9М5ТЮ, Н16К11М3Т2, Н16К15В9М2, Н16К4М5Т2Ю, Н17К10М2В10Т, Н17К11М4Т2Ю, Н17К12М5Т, Н18К12М3Т2, Н18К12М4Т2, Н18К14М5Т, Н18К3М4Т, Н18К4М7ТС, Н18К7М5Т, Н18К8М3Т, Н18К8М5Т, Н18К9М5Т, Н18Ф6М3, Н18Ф6М6 та ін.
У США марки мартенситностаріючої сталі маркуються (за правилами маркування SAE International) числами 200, 250, 300 або 350, що вказують на приблизну номінальну міцність при розтягу у тисячах фунтів на квадратний дюйм. Частки компонентів і властивості визначені у специфікації MIL-S-46850D. Чим вищою є марка, тим більше кобальту і титану міститься у сплаві.
Нижче подано процентний вміст основних елементів мартенситностаріючих сталей за 1 MIL-S-46850D:
| Елемент  | марка 200 | марка 250 | марка 300 | марка 350 |
| -------- | --------- | --------- | --------- | --------- |
| Залізо   | решта     | решта     | решта     | решта     |
| Нікель   | 17,0—19,0 | 17,0—19,0 | 18,0—19,0 | 18,0—19,0 |
| Кобальт  | 8,0—9,0   | 7,0—8,5   | 8,5—9,5   | 11,5—12,5 |
| Молібден | 3,0—3,5   | 4,6—5,2   | 4,6—5,2   | 4,6—5,2   |
| Титан    | 0,15—0,25 | 0,3—0,5   | 0,5—0,8   | 1,3—1,6   |
| Алюміній | 0,05—0,15 | 0,05—0,15 | 0,05—0,15 | 0,05—0,15 |

Ця група марок мартенситностаріючих сталей відома як 18Ni (за процентним вмістом нікелю). Існують також групи, що не містять кобальту, які є дешевшими але мають меншу міцність.

## Властивості
Через низький вміст вуглецю мартенситностаріючі сталі добре обробляються. До старіння вони також можуть бути піддані холодному вальцюванню. Мартенситностаріючі стали добре зварюються, але після зварювання повинні бути знову піддані старінню для відновлення вихідних властивостей. Мають високу корозійну стійкість, не зазнають термічних напружень і деформацій при гартуванні.
Мартенситно-старіючі сталі переважають середньовуглецеві леговані сталі за конструкційною міцністю та технологічністю. Вони мають малу чутливість до надрізів, високий опір до крихкого руйнування і низьким порогом холодноламкості при границі міцності, що сягає σв = 2000 МПа (границя текучості σ0,2 = 1800 МПа) .
У мартенситностаріючих сталей мала чутливість до концентраторів напружень (наприклад, мікротріщин), високі пружні властивості, її можна легко штампувати, вироби з неї довговічні.
Необхідні фізико-механічні властивості досягаються для цих сталей після загартування від 1050 °С і старіння при 400…650 °С з витримкою 3 год. Найбільший ефект зміцнення (різниця значень σв після загартування і старіння) досягається на сталях з мінімальним вмістом вуглецю.
При термообробці метал розширюється на незначну величину, і тому при його обробці розширення часто не враховують. Через високий вміст легувальних добавок сталь має високу прогартовуваність. Сталі можуть бути азотовані для збільшення твердості.
Фізичні властивості
- Густина: 8100 кг/м³
- Температура плавлення: 1413 °C
- Теплопровідність: 25,5 Вт/м·К
- Середній коефіцієнт теплового розширення: 11,3·10−6
- Границя міцності при розтягу: 1500...3500 МПа
- Границя плинності: 1400—2400 МПа.
- Відносне видовження після розриву: до 15 %
- Модуль Юнга: 210 ГПа
- Модуль зсуву: 77 ГПа
- Твердість (після обробки): 50 HRC (марка 250); 54 HRC (марка 300); 58 HRC (марка 350)

## Використання
Мартенситностаріючі сталі мають високу конструкційну міцність в інтервалі температур від кріогенних до 500 °C і рекомендуються для виготовлення корпусів ракетних двигунів, стволів артилерійської і стрілецької зброї, корпусів підводних човнів, батискафів, високонавантажених дисків турбомашин, зубчастих коліс, шпинделів, чер'вяків тощо. З усіх високоміцних сталей вони знайшли найбільше використання
Міцність і ковкість мартенситностаріючої сталі дозволяє на заключному етапі термооброблення формувати знеї оболонкові деталі (корпуси ракет) з меншими товщинами стінок, ніж інші види сталі, що веде до зменшення маси. Мартенситностаріючі сталі мають дуже стабільні властивості і навіть після надлишкового, через надмірну термообробку, нагрівання лише злегка пом'якшуються. Ці сплави зберігають свої властивості при помірно високих робочих температурах та мають максимальну робочу температуру понад 400 °C. Вони підходять для таких деталей двигуна, як колінчасті вали і шестерні, а також бойки автоматичної зброї, коли цикл нагрівання та охолодження повторюється декілька разів при значному навантаженні. Її рівномірне температурне розширення і легка оброблюваність роблять мартенситностаріючу сталь корисною у деталях, що зношуються, для конвеєрних ліній і штампів.
Для фехтування клинки зброї, що використовується на змаганнях під егідою Міжнародної федерації фехтування, зазвичай виготовляються з мартенситностаріючої сталі. Неіржавна мартенситностаріюча сталь використовується в рамах велосипедів та голівках ключок для гольфу. Вона також використовується в хірургічних інструментах та шприцах для підшкірних ін'єкцій, але не підходить для лез скальпеля, тому що малий вміст вуглецю сприяє швидкому затупленню.
Виробництво, імпорт та експорт мартенситностаріючих сталей у деяких країнах, наприклад у США, суворо контролюється комісіями з ядерного регулювання, так як вони використовуються для виготовлення газових центрифуг для збагачення урану.
Із сталі цієї групи виготовляють гондоли глибоководних апаратів.